# Старая Гянджа
Старая Ганджа (азерб. Köhnə Gəncə) — археологический комплекс, городище средневековой Гянджи, место, где до XVII века располагался город. В настоящее время остатки Старой Ганджи расположены на расстоянии 6—7 километров к северо-востоку от современной Гянджи в Азербайджане.

## Расположение
Расположение Гянджи с разницей на несколько минут соответствует местонахождению городища Старой Ганджи. Некоторые средневековые источники приводят географические данные о местонахождении современной им Ганджи. Так, в XIV веке персидский историк и географ Хамдаллах Казвини писал:
Ганджа относится к пятому климату. Долгота её 80°, широта 40°34'.
Арабский историк и географ Абу-ль-Фида (XII—XIV вв.) указывал местонахождение Ганджи на 78° восточной долготы и 41°20' северной широты. Позднейший географ Садик Исфагани (XVII век) в своём труде, вероятно, на основании древних источников, ставил Ганджу на 88° восточной долготы и 41° 15' северной широты.
Средневековые географы отсчитывали долготы от так называемых «Островов счастья», а широты от экваториальной линии. Поэтому широты почти у всех авторов близки между собою, различия же наблюдаются в данных долгот, поскольку вычисления последних, при отсутствии в то время точных астрономических приборов, были затруднены.

## История изучения
В 1935—1937 гг. для пополнения фондов Кировабадского краеведческого музея (ныне — Гянджинский историко-краеведческий музей) его тогдашний директор Е. Р. Xадарин производил частичные раскопки к северу от правобережной цитадели, в зоне наземных памятников архитектуры Гянджи. Отдельные фрагменты изделий из керамики, стекла, фаянса, кости, и частично были включены в экспозицию, которая была создана по результатам раскопок в средневековой Гяндже. Одна из находок — фрагмент толстостенного хозяйственного кюпа (керамического кувшина) бурого обжига с красноокрашенной, местами лощеной поверхностью черепка и штампованным орнаментом в виде трёхстрочной рельефной надписи. Позже, при систематических раскопках Гянджи были найдены многочисленные обломки таких сосудов. На многих фрагментах из них имеется сочетание надписей с сюжетным орнаментом, отражающим различные сцены культовой, обрядной, бытовой и хозяйственной жизни горожан. Но раскопки Е. Р. Xадарина носили бессистемный характер и основной их целью было собирательство, которое, нанесло большой урон научному осмыслению и характеристике археологических памятников.
В 1938—40 гг. под руководством Исхака Джафарзаде на территории Старой Гянджи были осуществленны раскопки, носившие познавательный характер. В своём «Историко-археологическом очерке Старой Гянджи» Джафарзаде описал результаты археологического обследования города. Именно архитектурно-археологические раскопки 1938—40 гг. и изучение крепостных стен Старой Ганджи дали возможность говорить о её архитектурном облике.
В 1981—82 гг. в результате раскопок на территории Старой Ганджи археолог Джаббар Халилов обнаружил культурный слой, относящийся к IX—XVII вв., а также много ценных образцов произведений искусства. Среди них имелись изготовленная в Китае фаянсовая посуда с иероглифами.

## Краткая история
Послемонгольский историк Хамд-Аллах Моставфи свидетельствует, что город был основан в 659—660 гг., согласно же анонимной «Истории Ширвана и Дербента» («Дербенд-наме»), Гянджа была основана в 859 году. Персидское название города, происходящее от слова «сокровище», указывает на существование здесь более древнего, доисламского города. На то, что эти места были заселены в очень отдалённые времена указывают многочисленные курганы с древними погребениями, разбросанные в большом количестве в окрестностях Старой Ганджи. Город развивался довольно быстро и уже в X веке стал столицей Шаддадидов, что явно указывает на его возросшее значение. В 1063 году город окружается крепостными стенами со рвом и железными воротами.
В 1139 году катастрофическое землетрясение нанесло городу серьёзный удар. Во многих источниках сохранились сведения об этом землетрясении, который наряду с огромными разрушениями привёл и к тектоническим изменениям. Обвал горы Кяпаз привёл к образованию озера Гёйгёль. В результате землетрясения грузинскими войсками были взяты железные городские ворота, одна половина которых хранится ныне в Гелатском монастыре в Грузии.
В дальнейшем город оправился от нанесённого землетрясением удара и стал одним из крупнейших культурных и экономических центров Государства Ильдегизидов.
В 1231 году после длительной осады и ожесточённых боёв город был захвачен монгольскими ордами, что оказалось более гибельным для судьбы города. После разрушения монголами город восстанавливался медленно. Вопрос о том, где велось восстановление города — на старом или на новом месте, не был окончательно решён. В своё время было сделано предположение, что перенесение города на новое место произошло в XVII веке, в период османо-сефевидских войн. Не исключается и то, что на новом месте уже имелись отдельные строения.
В конце XIV и в начале XV вв. Гянджа находится в руках Тамерлана. В 1588 году город был взят войсками Османской империи, а в XVII веке сефевидский шах Аббас I завоёвывает город у турок.

### Перенос города на новое место
По некоторым сведениям, шах Аббас I после взятия Гянджи в 1606 году велел перенести город на другое место. По предположению М. М. Альтман, новая Гянджа была перенесена на 7 км юго-западнее старой, на место крепости, построенной в 1588 году османским полководцем Фархад-пашой, взявшим тогда город. Альтман считает, что «шах Аббас лишь усилил темпы давно начавшегося переселения гянджинцев из старого города на место растущего нового». Время переселения автор не устанавливает, об этом нам известно единственное сведение придворного историка шаха Аббаса Моллы Кямала Мунаджжима, сына Мунаджжима Йезди. Молла Кямал Мунаджжим был отправлен в разрушенную Гянджу указом шаха Аббаса, «чтобы основать город на месте, выбранном высокой особой во время охоты в день четверга 21 месяца раби' II 1025 года хиджры (8 мая 1616 года) согласно гороскопу [стоящему] у созвездия Девы, [город] был основан».
В результате переселения в начальный период (во всяком случае до конца первой четверти XVII века) отмечается временный упадок экономики Гянджи. Даже во второй четверти столетия город не мог вырасти до прежних размеров. Предполагается, что городская черта старой Гянджи на севере доходила до мавзолея Гёй-Имама, находившегося в 7 км от новой Гянджи, поскольку вряд ли подобное богато отделанное в архитектурном отношении сооружение культового характера могло бы возникнуть в отдалённой от города малолюдной местности.

## Архитектура и планировка
Согласно археологическим данным и дошедшим до настоящего времени в различных описаниях сведениям, Гянджа, была расположена по обеим берегам реки Гянджачай. Каждую часть города окружали стены и башни. Две части города сообщались между собой перекинутыми через Гянджачай тремя мостами. Эти мосты сейчас разрушены. Только один из них известен по фотографии XIX века. Судя по этой фотографии этот мост являлся выдающимся архитектурным произведением. Согласно анализу имеющихся материалов, на фотографии был изображён третий по течению реки мост. Мост датирован XII веком, периодом расцвета Гянджи. Левобережная и правобережная части города были примерно равны по площади. Они были опоясаны мощными стенами с часто расположенными башнями.
Архитектурно-археологические раскопки 1938-40 гг. и изучение крепостных стен Старой Ганджи дали возможность говорить о её архитектурном облике. Так, судя по результатам раскопок, можно было видеть, как широко был использован строительный материал, в изобилии поставляемый рекой Гянджачай.
Старая Ганджа представлена развалинами стен, башен, заплывшими рвами, частично сохранившимися береговыми стенами, остатками трёх мостов, соединявших обе части города. Всё пространство внутри городских стен, валы города и окрестные поля были густо усеяны фрагментами самой разнообразной посуды, начиная от простой и кончая высоко-художественной, покрытой глазурью и разнообразными рисунками. В большом количестве встречались глазурованные кирпичи, декоративные плитки, покрытые орнаментом гипсовые пластинки.
Стены со рвом составляли в плане неправильной формы многоугольник. В правобережной части, соединенной с левобережной тремя большими многопролётными мостами, прослеживаются три ряда крепостных стен, доказывающих последовательное развитие города, внутренняя часть которого, очевидно, являлась цитаделью.
Территория города со всех сторон была окружена многочисленными пригородами, сёлами и кладбищами. Общая площадь города вместе с пригородами составляла около 12-16 км².

### Крепостные стены
Крепостные стены Старой Ганджи сложены из кирпича-сырца и глинобита, а затем снаружи, обшиты каменно-кирпичной облицовкой. Подобные приёмы обшивки имелись в Орен-Кале. Имеется кладка стен, состоящая сплошь из кирпича и камня. Толщина стен достигает местами от 3 до 6 метров. Кладка стен проведена на крепком известковом растворе. Раствор попадался серого, а иногда охристо-жёлтого оттенков. Характер и рисунок кладки разнообразный: очень часто попадается кладка в ёлку. Иногда же булыжная кладка перемежается с рядами кладки из кирпича.
Приём кладки очень живописен и продуман конструктивно. Так, в рамку из поставленного на ребро кирпича заключён крупный булыжник. Такой приём заключения булыжника в кирпичную рамку довольно крепко связывает облицовку из булыги с основным телом башни. То есть, чтобы вынуть булыжник, нужно разрушить кирпичную рамку Некоторая аналогия имеется в облицовке стен Дербента. Сложенные подобной кладкой участки стен и башни Старой Ганджи, стоят в неприкосновенности, тогда как другие участки, сложенные сплошь из булыжника, без применения кирпичной рамки, потеряли свою облицовку во многих местах.
Временами в сплошной кладке из булыжника в определённом порядке встречаются вставки из крупных прямоугольных обтесанных камней красного и белого цветов. Пространство же между камнями заполнены фигурной кладкой из квадратного кирпича.
|                                                                    |                                            |                                                          |
| Остатки цитадели. Видны слои из кирпича между кладкой из булыжника | Остатки стен, сложенных из булыжной кладки | Остатки башни крепости. Виден слой кирпича с булыжниками |

В характере и кладки береговых башен и стен, выполнявшими по своему характеру и назначению роль защиты береговой полосы от подмыва её водами реки и в то же время несшими функции первой внешней линии защиты города со стороны реки, проявлена большая тщательность. Правильная кладка здесь рядами идёт сплошь по всей поверхности башни. Подобная тщательность кладки способствовала прекрасной сохранности этих участков стен, несмотря на то, что они в течение многих веков подмывались водами Гянджачая. В настоящее время они также выполняют своё первоначальное назначение: предохранение береговой полосы от подмыва рекой. Углы стен смыкались и защищались огромными башнями. Стены и башни прорезались многочисленными щелями бойниц.
Все ганджинские стены строились в разные периоды, по мере расширения кварталов растущего, большого города.

### Строения
Раскопки жилищ на территории Старой Ганджи в начале 40-х гг. дали не так много данных, чтобы судить об архитектуре, но в общих чертах можно сказать следующее: фундаменты жилищ делали из камня булыги, кладка стен выполнялась из кирпича-сырца или жжённого кирпича, внутри же стены покрывались штукатуркой в 2-3 см толщиной, и на штукатурку наносили тонкий слой алебастра. Полы были глинобитными, некоторые части помещений выстилались квадратным обожжённым кирпичом. В перекрытии же участвовал камыш. Для выпечки хлеба имелись тандыры, имелись очаги для изготовления пищи. Снабжался город чистой родниковой водой, подаваемой в город с помощью гончарных труб, обложенных снаружи толстым слоем золы.
Обследование частей крепостных стен, мостов и башен говорит о том, что строительная техника и мастерство стояли в те времена на высоком для своего времени уровне, что в XII веке имелись отличные мастера и зодчие, прекрасно использовавшие местные материалы — булыгу из Гянджачая и камень из предгорий Малого Кавказа — применяли разнообразные способы кладки, обладали художественным чутьём и вкусом, о чём свидетельствует декоративная кладка крепостных стен Старой Ганджи. Мастера знали великолепные рецепты растворов и применяли их на практике.
На территории Старой Ганджи было много зданий с богатой архитектурно-декоративной обработкой, о чём говорят в изобилии встречающиеся изразцовые кирпичи, плитки, покрытые глазурью, орнаменты из алебастра. Любимыми цветами были: голубой, изумрудно-зелёный и тёмно-синий с фиолетовым оттенком. За крепостными стенами высились различные здания, дворцы, караван-сараи, жилища, мечети, украшенные глазурованным цветным кирпичом.
В районе Старой Ганджи жил, умер и погребён видный классик персидской поэзии Низами Гянджеви. Его могила находится в 5-6 км от Гянджи, у дороги Гянджа-Геран, старого почтового и торгового пути. После того как перестала существовать Старая Ганджа, для нового пути в XVII веке был построен шестипролётный мост через реку Ганджачай в пределах новой Гянджи. Этот мост, существовавший под названием «Хан-керпю», разрушен в конце XIX века. Над могилой Низами имелся небольшой мавзолей. Судя по акварельному рисунку 1903-5 гг. в Тбилиси, выполненному с натуры Усейн-Ханом Риза-заде, снаружи мавзолей представлял собой вид куба с куполом; в северной стене имелся стрельчатый, узкий дверной проём, обведённый простой кантовкой. Раскопками было установлено, что остатки первоначального мавзолея XIII века лежат глубоко под землёй, а надземная же часть, которая сохранялась до 1925 года, являлась надстройкой (реставрацией) позднейшего времени. Раскопками 1922 года могила Низами была вскрыта и его останки, переложенные в новый гроб, были перенесены в Гянджу для погребения, но затем по распоряжению из Баку, останки поэта были погребены на старом месте. В 1932 году над могилой поэта был поставлен временный памятник (к этому времени никаких стен старого мавзолея уже не было, оставались фундаменты и небольшие остатки кирпичной станы в 4-5 рядов, скрытые под навалом земли). В 1947 году над могилой Низами был воздвигнут новый памятник.
В пределах Старой Ганджи сохранились ещё два архитектурных памятника-мавзолея: «Гёй-Имам» и «Джомард-Кассаб». Первый, известный также как мавзолей «Имам-заде» расположен к северу от развалин Старой Ганджи. В 1878-79 годах по инициативе генерал-майора Исрафил бека Ядигарзаде мавзолей был восстановлен. Реставрационная надпись на нём от 1878 года относит его к 120 году хиджры, то есть к 737/8 гг. Армянский историк XVIII века Чамчян и путешественник XIX века В. С. Джалалян указывают, что согласно сложившемуся в народе мнению «Гёй-имам» является могилой некоего Хосрова, погибшего от рук монгольских убийц, в 1393 году, относя, таким образом, этот памятник к XIV веку. Приписка, сделанная на армянской рукописи, также гласит о мученической смерти в это время некоего Хосрова ганджинского.
На расстоянии одного километра от южных стен правобережья части Старой Ганджи, вверх по течению реки, расположен второй памятник «Джомард-Кассаб», представляющий собой кирпичный мавзолей. Согласно И. П. Щеблыкину, воздвигнут «якобы в честь героя-мясника, погибшего при защите родного города, при одном из нападений на город». Народная легенда и молва относят возведение этого памятника к IX веку. В настоящем виде, однако, по словам Щеблыкина, нет особых оснований относить его к столь отдаленному периоду. В стенах восточной, южной и западной имеются проёмы, что говорит о том, что мавзолей носит отчасти характер ротонды, открытой с четырёх сторон с промежуточными глухими стенами.

## Ремесло и торговля

### Стекло и керамика
Ганджинские мастера вырабатывали дорогостоящее для того времени стекло. Ими вырабатывалась стеклянная посуда (стаканчики, бокалы) и украшения в виде
стеклянных бус, браслетов, колец и др. Находки, наряду с образцами тонкого прозрачного стекла (с изящной отделкой в виде узора из стеклянных полосок-лент другого цвета), дают также образцы и грубого стекла. На территории мастерских были найдены также стеклянные шлаки.
Одним из основных видов ремесленного производства Ганджи была керамика. На разнообразие керамических изделий (кувшины, миски, блюда, чирахи, сфероконические сосуды и др.) и на различие сортов и качества продукции указывают найденные при раскопках сосуды и фрагменты керамики. Наряду с производством обыкновенной посуды из обожжённой глины для широкого потребления в Гандже изготовляли более дорогую поливную и полихромную посуду. Среди археологических находок на городище Ганджи имеются фрагменты люстровой керамики, а также художественного фаянса. Эта посуда, как более дорогая, шла, как предполагает М. Альтман, на удовлетворение потребностей более зажиточного класса.
Ганджинская керамика имела богатый рисунок с мотивами из растительного и животного мира, с изображениями людей и мотивов из народных преданий. Предполагается также, что керамические мастерские Ганджи выпускали также глазурованный кирпич и изразцы, которые употреблялись для отделки дворцов, мечетей, мавзолеев и домов зажиточного слоя населения. Обломков таких изразцов при археологических раскопках на территории Старой Ганджи найдено много.
|                                                                    |                                                                     | |
| Глиняная посуда. Гянджинский историко-краеведческий музей (Гянджа) | Фаянсовая посуда. Гянджинский историко-краеведческий музей (Гянджа) | Глиняная посуда периода Атабеков Азербайджана с именем Мухаммеда Джахана Пехлевана. Гянджинский историко-краеведческий музей (Гянджа) |

### Обработка металла
Расположенные поблизости к Гандже богатые рудники железа, меди, серебра и квасцов должны были способствовать развитию ремёсел по обработке металла и в самой Гандже. О железных рудниках поблизости от Ганджи имеется упоминание в «Нузхат ал-кулуб» у Хамдаллаха Казвини, который пишет «Железо… около Ганджи арранской».
Обнаруженные при раскопках Ганджи горн, остатки железа и металлические шлаки указывают на то, что в самой Гандже были металлообрабатывающие мастерские с определенным количеством мастеров — кузнецов, производивших предметы обихода в виде металлической посуды, стрел, гвоздей, железных петель и других предметов тут же на месте.
К металлическому же производству относится и выделка медной монеты, которая в большом количестве встречается при раскопках в Гандже и её окрестностях. Судя по находкам, главная масса найденной монеты чеканилась на ганджинском монетном дворе, хотя и отсутствует обозначения места выпуска. Количество этой монеты указывает на наличие в Гандже большого числа мастеров, которые были связаны с монетным делом (медники, резчики, чеканщики и пр.).
Данные источников (к примеру Ибн ал-Джаузи) указывают, что среди мастеров Ганджи были и ювелиры, занимавшиеся не только изготовлением украшений, но и выработкой славившихся и дорогостоящих серебряных чаш и блюд, которые служили украшением на пирах у властителей и являлись желанной добычей для завоевателей.
|                                                                                        | |                                                                                                  |                                                   |  |
| Золотой амулет периода Ильдегизидов. Гянджинский историко-краеведческий музей (Гянджа) | Серебряные серьги периода Атабеков Азербайджана. Гянджинский историко-краеведческий музей (Гянджа) | Антропоморфное медное украшение периода Атабеков Азербайджана. Музей истории Азербайджана (Баку) | Бронзовый идол. Музей истории Азербайджана (Баку) |  |